# Zespół Cockayne’a
Zespół Cockayne’a, zespół Neill-Dingwall (ang. Cockayne syndrome, Neill-Dingwall syndrome) – choroba genetyczna o dziedziczeniu autosomalnym recesywnym, spowodowana defektem molekularnym upośledzającym mechanizm naprawy DNA. Nieprawidłowa naprawa DNA sprawia, że chorzy z zespołem Cockayne’a są bardzo wrażliwi na światło słoneczne i mutageny.
Zespół Cockayne’a objawia się stopniowym zahamowaniem wzrostu o początku w okresie niemowlęcym, nieprawidłowymi proporcjami ciała, starczym wyglądem twarzy (duże uszy, duży nos, zapadnięte oczy), głuchotą, zaburzeniami neurologicznymi. W zespole Cockayne’a nie ma predyspozycji do raka skóry i innych nowotworów.
Zespół opisał po raz pierwszy Edward Alfred Cockayne w 1936 roku.